# مایستراتسهایم
مایستراتسهایم (به فرانسوی: Meistratzheim) یک کمون در فرانسه با جمعیت ۱٬۳۸۱ نفر است که در Canton of Obernai واقع شده‌است.